# Can't Tell Me Nothing
Can't Tell Me Nothing è un singolo del rapper statunitense Kanye West, pubblicato il 15 maggio 2007 come primo estratto dal terzo album in studio Graduation.
La canzone è stata prodotta dal rapper stesso insieme a DJ Toomp. Ha ricevuto una nomination come "migliore canzone rap" alla cinquantesima edizione dei Grammy Award, ma ha perso contro Good Life, brano dello stesso West.

## Tracce
Download digitale
1. Can't Tell Me Nothing – 4:33

Vinile
Lato A
1. Can't Tell Me Nothing (Album)
2. Can't Tell Me Nothing (Instrumental)
3. Can't Tell Me Nothing (Remix) (featuring Young Jeezy)

Lato B
1. Barry Bonds (Main)
2. Barry Bonds (Instrumental)
3. Barry Bonds (Accapella)

## Classifiche
| Classifica (2007) | Posizione massima |
| ----------------- | ----------------- |
| Canada            | 16                |
| Regno Unito       | 107               |
| Stati Uniti       | 41                |